# Mitsubishi Heavy Industries Football Club 1971
Questa voce raccoglie le informazioni riguardanti il Mitsubishi Heavy Industries nelle competizioni ufficiali della stagione 1971.

## Stagione
Pur giungendo secondo in campionato dietro lo Yanmar Diesel, il Mitsubishi Heavy Industries riuscì a riportare un trofeo al termine della stagione, vincendo la sua prima Coppa dell'Imperatore grazie a un 3-1 inflitto in finale allo stesso Yanmar Diesel.

## Maglie e sponsor
Rimangono invariate le divise di colore blu, così come le alternative con maglia bianca.
| Manica sinistra · Maglietta · Manica destra · Pantaloncini · Calzettoni | Manica sinistra · Maglietta · Manica destra · Pantaloncini · Calzettoni |  |

## Rosa
| N. |                     | Ruolo | Calciatore       |
| -- | ------------------- | ----- | ---------------- |
|    | Giappone (bandiera) | P     | Kenzō Yokoyama   |
|    | Giappone (bandiera) | D     | Kuniya Daini     |
|    | Giappone (bandiera) | D     | Hiroshi Katayama |
|    | Giappone (bandiera) | D     | Tadao Ōnishi     |
|    | Giappone (bandiera) | D     | Yoshio Kikugawa  |
|    | Giappone (bandiera) | C     | Kenji Okubo      |
|    | Giappone (bandiera) | C     | Hiroshi Ochiai   |

| N. |                     | Ruolo | Calciatore          |
| -- | ------------------- | ----- | ------------------- |
|    | Giappone (bandiera) | C     | Takaji Mori         |
|    | Giappone (bandiera) | C     | Kazumi Takada       |
|    | Giappone (bandiera) | A     | Ryūichi Sugiyama    |
|    | Giappone (bandiera) | A     | Michio Ashikaga     |
|    | Giappone (bandiera) | A     | Ichirō Hosotani     |
|    | Giappone (bandiera) | A     | Yoshikazu Nakanishi |
|    | Giappone (bandiera) | A     | Yoshitaka Takahashi |

## Statistiche

### Statistiche di squadra
| Competizione          | Punti | Totale | Totale | Totale | Totale | Totale | Totale | DR  |
| Competizione          | Punti | G      | V      | N      | P      | Gf     | Gs     | DR  |
| --------------------- | ----- | ------ | ------ | ------ | ------ | ------ | ------ | --- |
| Japan Soccer League   | 18    | 14     | 7      | 4      | 3      | 32     | 12     | +20 |
| Coppa dell'Imperatore | -     | 3      | 3      | 0      | 0      | 9      | 3      | +6  |
| Totale                |       | 17     | 10     | 4      | 3      | 41     | 15     | +26 |

### Statistiche dei giocatori
| Giocatore | Japan Soccer League | Japan Soccer League | Coppa dell'Imperatore | Coppa dell'Imperatore | Totale   | Totale |
| Giocatore | Presenze            | Reti                | Presenze              | Reti                  | Presenze | Reti   |
| --------- | ------------------- | ------------------- | --------------------- | --------------------- | -------- | ------ |
| Ashikaga  | 13                  | 4                   | 1                     | ?                     | 14       | 4+     |
| Daini     | 14                  | ?                   | 1                     | ?                     | 15       | ?      |
| Hosotani  | 14                  | 10                  | 1                     | ?                     | 15       | 10+    |
| Katayama  | 14                  | ?                   | 1                     | ?                     | 15       | ?      |
| Kikugawa  | 13                  | ?                   | 1                     | ?                     | 14       | ?      |
| Mori      | 10                  | 1                   | 1                     | ?                     | 11       | 1+     |
| Ochihai   | 14                  | 4                   | 1                     | ?                     | 15       | 4+     |
| Okubo     | ?                   | ?                   | 1                     | ?                     | 1+       | ?      |
| Onishi    | 8                   | ?                   | ?                     | ?                     | 8+       | ?      |
| Sugiyama  | 14                  | 4                   | 1                     | ?                     | 15       | 4+     |
| Takada    | 9                   | 2                   | 1                     | ?                     | 10       | 2+     |
| Yokoyama  | 14                  | -?                  | 1                     | -1+                   | 15       | -1+    |